# Ledolam

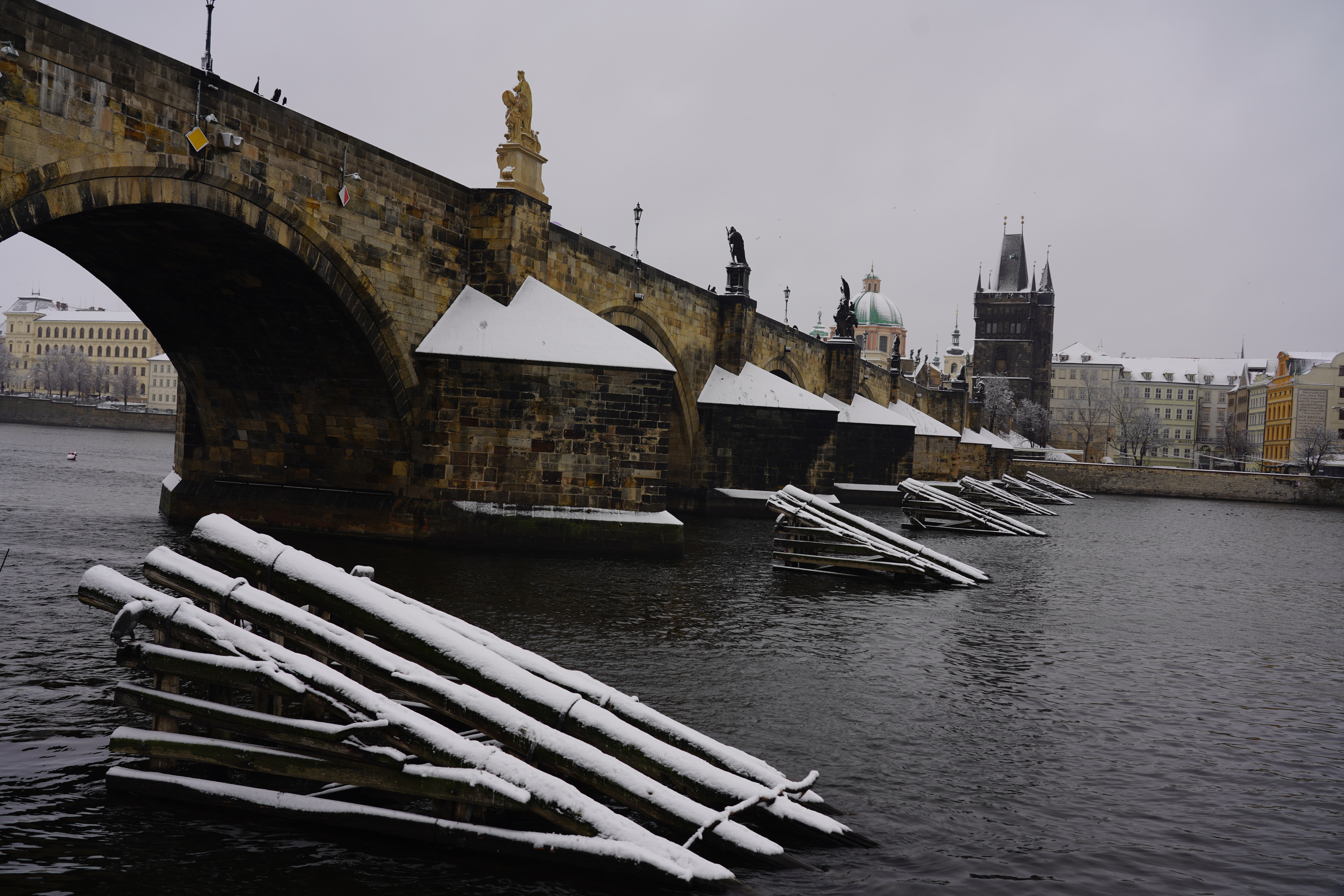
Zasněžené ledolamy Karlova mostu v Praze

Ledolam je konstrukce, která chrání mosty (především pak mostní pilíře), popř. jiné stavby před poškozením při ledochodu (pohybu ledových ker). Ledolamy se zřizují vždy na návodní straně mostu a mohou nabývat více podob. Nejjednodušší a nejstarší druh je tvořen hrotitým rozšířením mostního pilíře, tento tvar kromě toho přirozeně pomáhá obtékání vodního proudu. Dalším typem je předsunutý ledolam, tvořený ocelovými profily (dříve též dřevěnými trámy) zaraženými do říčního dna, konstrukce takového typu má výhodu v tom, že případné poškození a deformace převezme samostatně stojící konstrukce.

## Fotogalerie

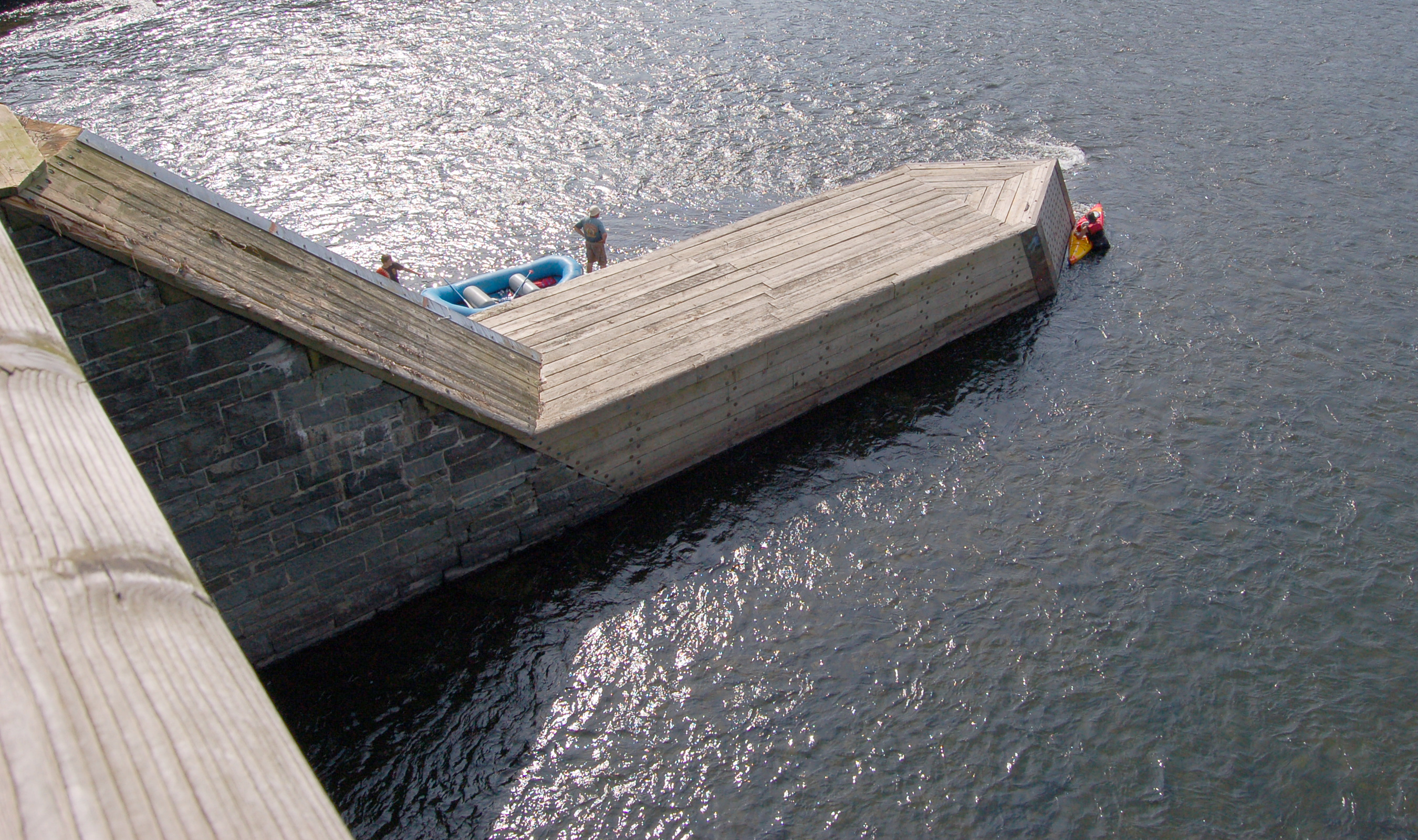
Ledolamy na mostě Roebling's Delaware Aqueduct v Pensylvánii
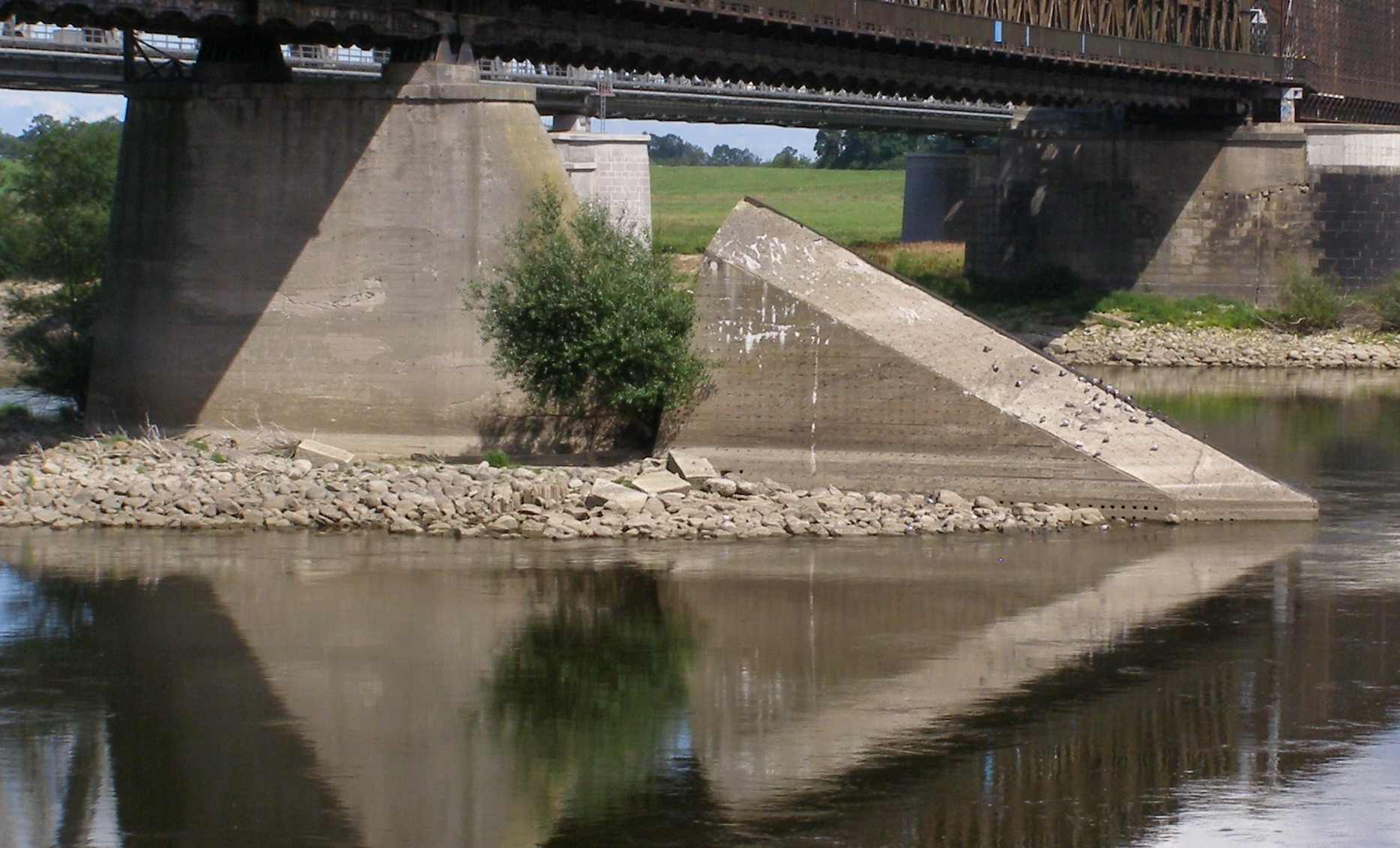
Betonový ledolam na mostě přes Vislu v Tczewu
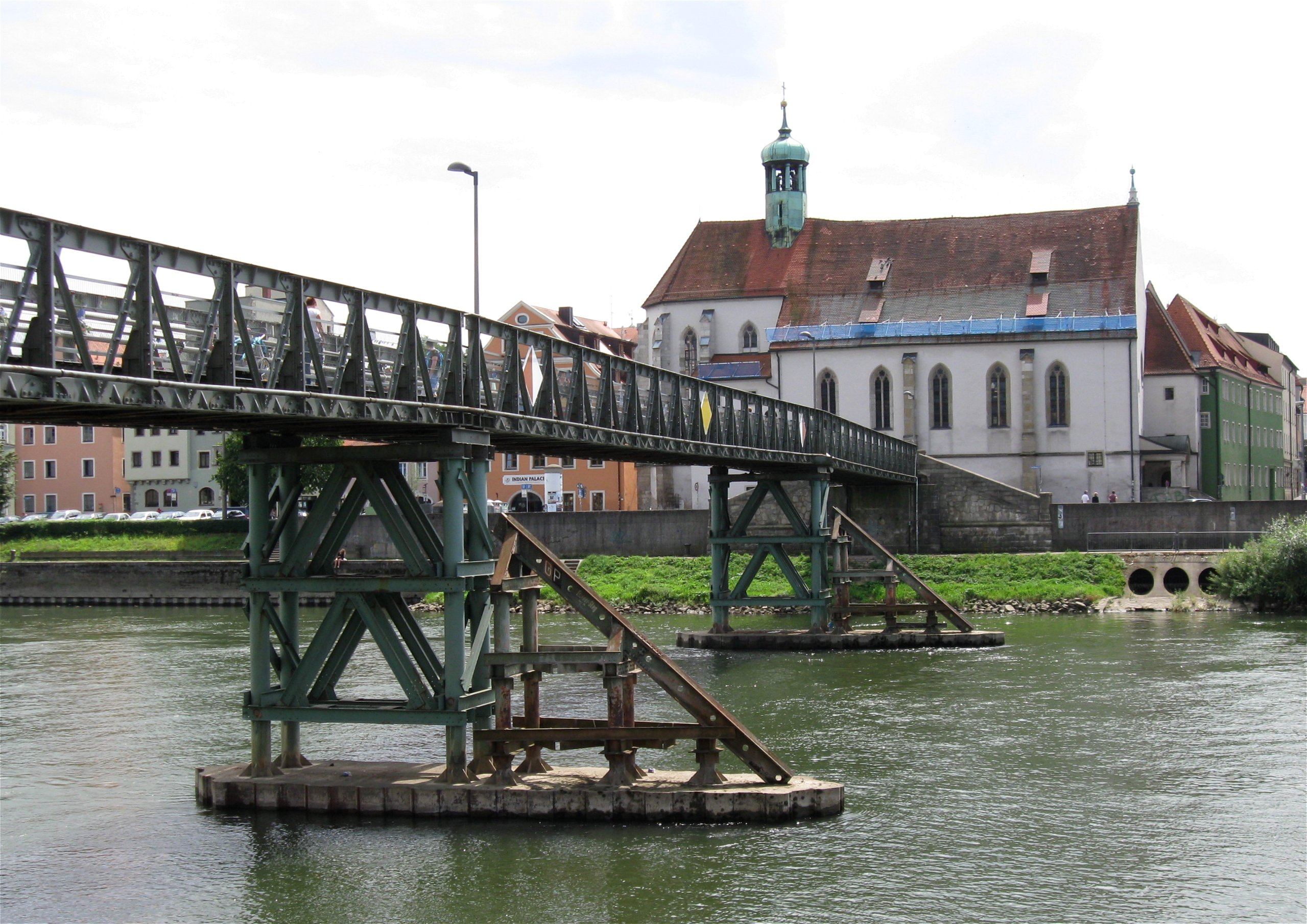
Ocelový ledolam ocelové lávky v Řezně